# Stilbops kunashiricus
Stilbops kunashiricus là một loài tò vò trong họ Ichneumonidae.